# Typhlodromus applegum
Typhlodromus applegum är en spindeldjursart som beskrevs av Schicha 1983. Typhlodromus applegum ingår i släktet Typhlodromus och familjen Phytoseiidae. Inga underarter finns listade i Catalogue of Life.